# بلبوس وبري
بصل المسك أو كيطوط أو بلبوس وبري أو بصل الذئب أو بَصَل الزِّيز أو بَصَل الزَّاز (الاسم العلمي: muscari a toupet) هو نبتة عشبة برية هو نوع نباتات من جنس البلبوس.
```
تكثر في اقليم 
النجود
 الجزائرية وترغب في الأراضي المحروثة والمزروعة قمحا.
```

يبلغ طولها حتى 30 سنتمترا أصولها بصلة صغيرة اوراقها قرصية تنطلق من البصلة. ازهارها عناقيد مستطيلة أو جحالية الشكل يحملها شمراخ اجوف منها العقيمة ومنها الخصبة بنفسجية اللون اسطوانية النورة وثمارها حقق تحمل بذورا كروية الشكل.

## معرض صور

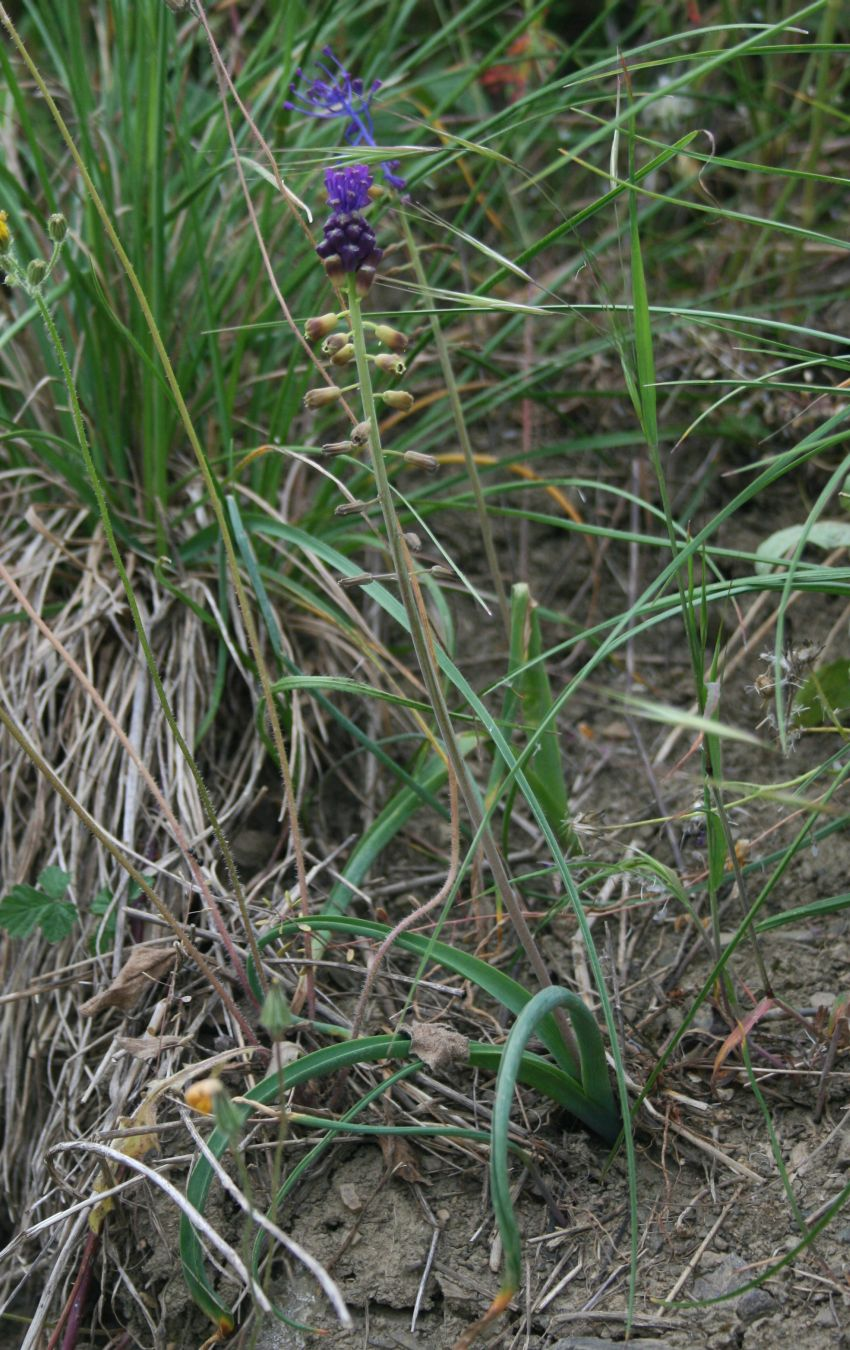
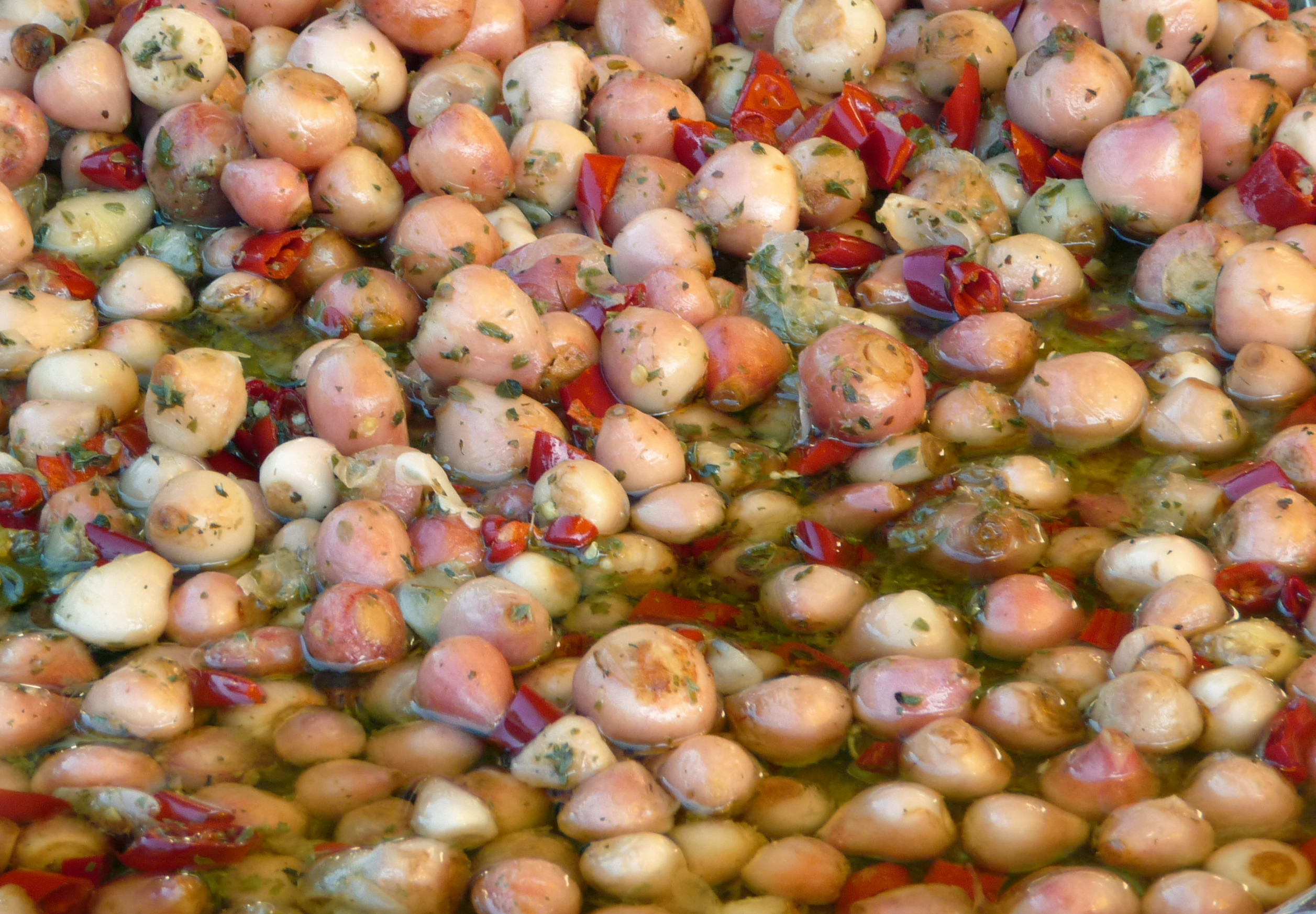
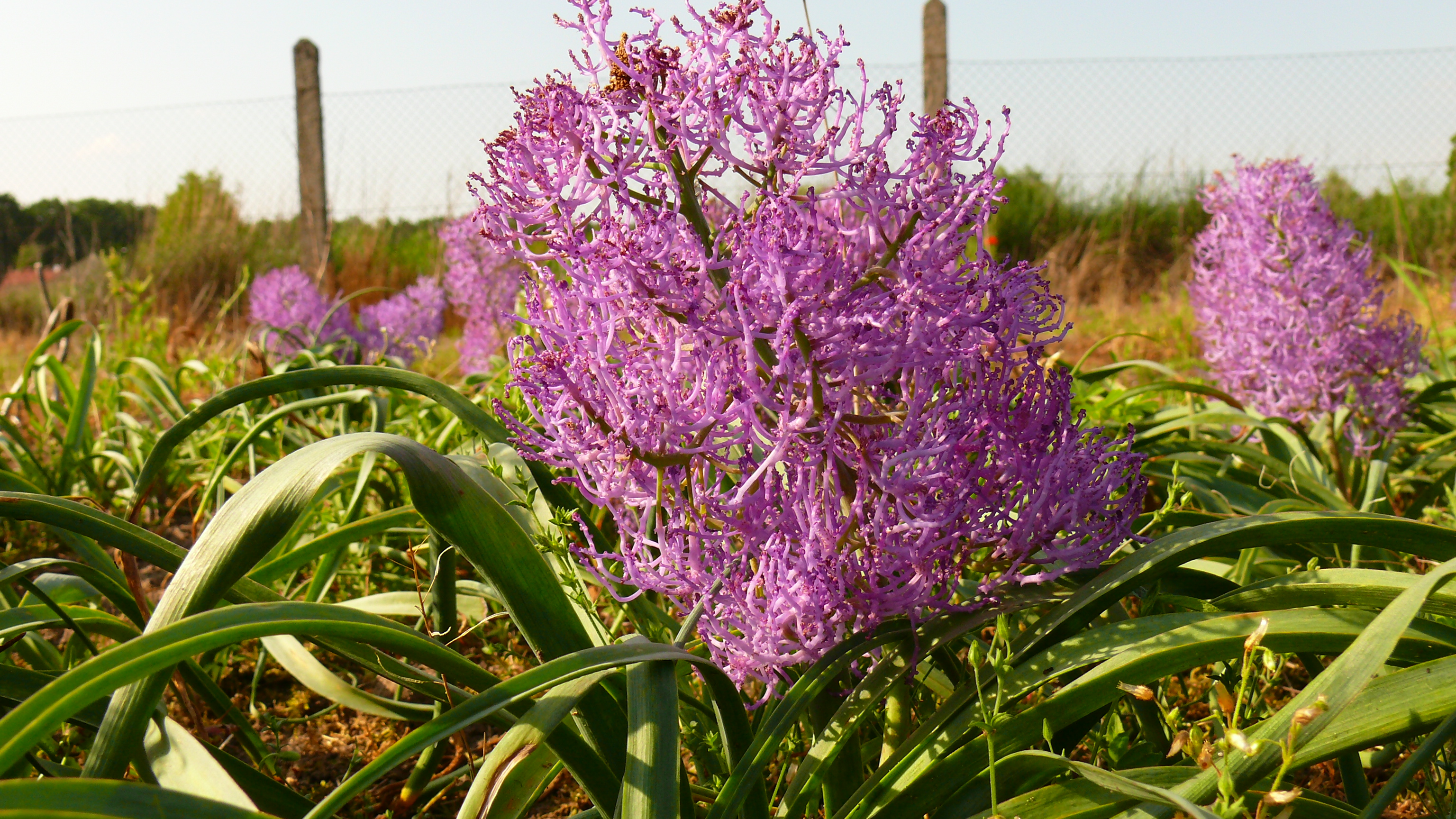